# Судимля
Судимля — деревня в Серпуховском районе Московской области. Входит в состав Дашковского сельского поселения (до 29 ноября 2006 года входила в состав Глазовского сельского округа).

## Население
| 2002 | 2006 | 2010 | 2015 |
| ---- | ---- | ---- | ---- |
| 54   | ↗62  | ↗100 | ↗160 |

## География

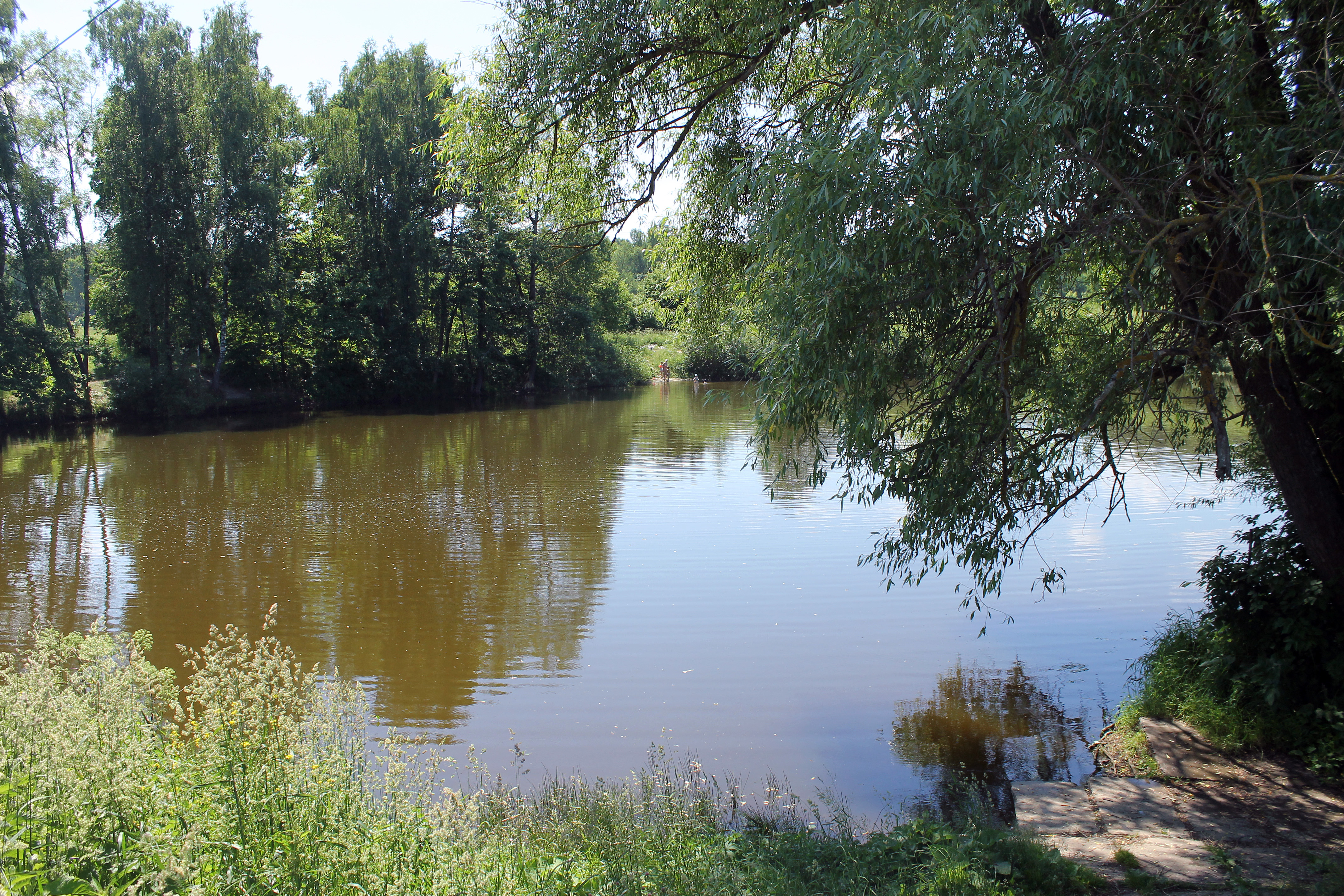
Пруд в деревне Судимля

Судимля расположена примерно в 7 км (по шоссе) на северо-запад от Серпухова, на безымянном ручье, левом притоке реки Нара, у внешней стороны большого Московского кольца, высота центра деревни над уровнем моря — 171 м.

## Современное состояние
На 2016 год в деревне зарегистрировано 2 садовых товарищества. Судимля связана автобусным сообщением с райцентром и соседними населёнными пунктами.